# Alfonso Prat-Gay
Alfonso Prat-Gay (Buenos Aires, 24 novembre 1965) è un economista e politico argentino.
Alfonso Prat-Gay fu Presidente della Banca Centrale della Repubblica Argentina (BCRA) per quasi due anni dall'11 dicembre 2002 al 24 settembre 2004. Il suo successore fu Martín Redrado.

## Biografia
Laureato in economia presso la Pontificia università cattolica argentina nel 1988, vi lavora per alcuni anni come professore. Nel 1994 segue un master presso l'Università della Pennsylvania.
Nel 2002, all'età di 37 anni, è nominato presidente della Banca Centrale della Repubblica Argentina (BCRA) e durante il suo mandato, che ha coinciso con una ripresa economica del paese, l'inflazione scese dal 40% al 5%. L'incarico non fu rinnovato a causa delle divergenze d'opinione con il nuovo presidente argentino Néstor Kirchner.
Nel 2009 diventa deputato aderendo alla lista di Coalizione Civica e successivamente è nominato presidente della commissone finanza.
Nel 2015 è nominato ministro delle finanze dal nuovo presidente argentino Mauricio Macri

## Premi e riconoscimenti
- Central Bank Governor of the Year, 2004 (Euromoney Magazine)
- Best Economist for Argentina, 1994-1998 (Institutional Investor and LatinFinance)
- Best Economist for Chile, 1998 (LatinFinance)